# Soira
Der Soira (auch: Amba Soira) ist der zweithöchste Berg in Eritrea und wird nur noch vom Dega übertroffen. Er liegt etwa 100 km südöstlich der Hauptstadt Asmara in einem schlecht erschlossenen Bereich des Hochplateaus, das hier vom westlichen Zweig des Großen Afrikanischen Grabenbruchs gebildet wird. Die genauen geographischen Koordinaten des Berges sind unklar, da in verschiedenen Quellen unterschiedliche Informationen zu finden sind. 